# Porta Grossetana (Batignano)

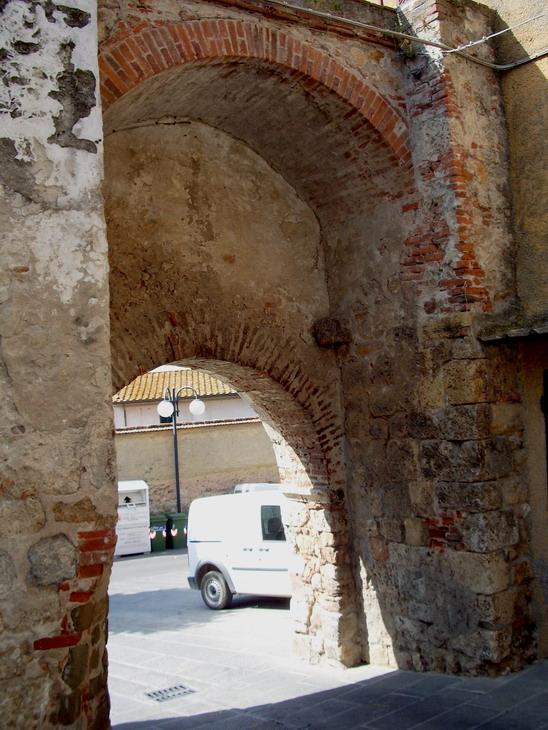
Porta Grossetana dall'interno

Porta Grossetana è una delle due originarie porte lungo la cinta muraria di Batignano, frazione del comune di Grosseto.

## Storia
La porta fu costruita in epoca medievale, quasi certamente nel corso del XII secolo, lungo le mura che delimitavano l'accesso al borgo.
In seguito, con il passaggio di Batignano nella Repubblica di Siena, sulla porta venne collocato lo stemma di sottomissione al popolo senese.
Nelle epoche successive furono effettuati vari interventi di ristrutturazione che, però, hanno mantenuto pressoché intatto gli originari elementi stilistici medievali.

## Descrizione
Porta Grossetana si trova lungo il tratto sud-occidentale dell'antica cerchia muraria, ove si apre ad arco tondo, sopra il quale è collocato uno stemma raffigurante un leone rampante; il rivestimento della porta è in pietra.
Nella parte interna sono ancora visibili i cardini.